# 伊萨克·昆卡
霍安·伊萨克·昆卡·洛佩斯（Joan Isaac Cuenca López，1991年4月27日—）是西班牙已退役的職業足球員，司職前鋒及翼鋒。

## 球會生涯
伊萨克·昆卡出生於加泰羅尼亞塔拉戈纳省雷烏斯，2003年时，年仅12岁的他便加入的青訓學院拉瑪西亞。在第三學年的中途卻離隊加盟家鄉球隊雷烏斯。
兩年後，昆的隊（CF Damm）效力一季，並在2009年重返巴塞罗那。2010/11球季，他被加泰羅尼亞球隊萨瓦德尔借用，在這第三級別球隊中展開職業生涯。古恩卡表現出色，季中正選上陣24次，合計2,288分鐘，協助萨瓦德尔18年後重返西乙。
2011年6月，他再度返回巴塞效力B隊。隨後便獲主帅選中，前往克羅地亞在對哈伊杜克的季前熱身賽中上陣。
昆卡在2011年9月4日首次為巴塞隆拿B隊上陣，在最後29分鐘入替並射入最後一球，助球隊4–0大勝主隊卡塔赫纳。10月19日，他在歐洲聯賽冠軍盃中巴塞主場對的賽事中代表一隊上陣，在完場前替補出場，球隊最終以2–0獲勝。
2011年10月25日，昆卡首次在西甲登場，在作客1–0勝的賽事中打滿全場並領獲一張黃牌。四日後，他在主場5–0大勝馬略卡的西甲賽事中再獲正選出場，交出多次關鍵傳中，包括在第21分钟助攻梅西攻入第二球，而且在第50分鐘接應中路直傳後繞過對方門將杜度·奥瓦特用左腳将球推入空门，收獲自己代表巴塞一隊和在西甲的處子球。
2011年12月6日巴塞罗那主場對的歐聯賽事中，巴塞在已確保小組首名出線資格後派出多名年青球員出戰，古恩卡雖然未有進球，但表現仍相當搶眼，賽場上他上演助攻帽子戲法（包括在完場前博得十二碼），助球隊以4–0大勝，賽後他獲歐洲足協官方網站評選為全場最佳球員。
2012年1月31日，昆卡与俱乐部续约至2015年6月，并升入一队，球衣号码也由39号改为23号。
因膝伤，昆卡缺席2012–13賽季上半程的所有赛事。随后他被外借至荷甲的，为期一个赛季。
2014年夏，昆卡自由转会加入西甲球队拉科鲁尼亚，目前已代表球队出场5次，打入2球。
2015年8月7日，昆卡与土耳其苏超联赛球队布尔萨体育签订了一份为期三年的合同。

## 球會數據
截至2012年3月4日
| 球會        | 球季     | 聯賽 | 聯賽 | 聯賽 | 盃賽 | 盃賽 | 盃賽 | 歐洲 | 歐洲 | 歐洲 | 其他 | 其他 | 其他 | 總計 | 總計 | 總計 |
| 球會        | 球季     | 出場 | 進球 | 助攻 | 出場 | 進球 | 助攻 | 出場 | 進球 | 助攻 | 出場 | 進球 | 助攻 | 出場 | 進球 | 助攻 |
| ----------- | -------- | ---- | ---- | ---- | ---- | ---- | ---- | ---- | ---- | ---- | ---- | ---- | ---- | ---- | ---- | ---- |
| 萨瓦德尔    | 2010–11  | 32   | 4    | -    | —    | —    | —    | —    | —    | —    | —    | —    | —    | 32   | 4    | -    |
| 萨瓦德尔    | 總計     | 32   | 4    | -    | —    | —    | —    | —    | —    | —    | —    | —    | —    | 32   | 4    | -    |
| 巴塞隆拿B隊 | 2011–12  | 6    | 2    | 2    | —    | —    | —    | —    | —    | —    | —    | —    | —    | 6    | 2    | 2    |
| 巴塞隆拿B隊 | 總計     | 6    | 2    | 2    | —    | —    | —    | —    | —    | —    | —    | —    | —    | 6    | 2    | 2    |
| 巴塞隆拿    | 2011–12  | 11   | 2    | 1    | 6    | 2    | 1    | 4    | 0    | 3    | 1    | 0    | 0    | 22   | 4    | 5    |
| 巴塞隆拿    | 總計     | 11   | 2    | 1    | 6    | 2    | 1    | 4    | 0    | 3    | 1    | 0    | 0    | 22   | 4    | 5    |
| 生涯總計    | 生涯總計 | 49   | 8    | 3    | 6    | 2    | 1    | 4    | 0    | 3    | 1    | 0    | 0    | 60   | 10   | 7    |

## 外部連結
- 巴塞隆拿足球會官方檔案 （页面存档备份，存于） （英文）
- BDFutbol檔案 （页面存档备份，存于） （英文）
- Futbolme檔案 （页面存档备份，存于） （西班牙文）
- Transfermarkt檔案 （页面存档备份，存于） （英文）